# 1. Fußball-Club Köln 01/07 2019-2020 (calcio femminile)
Questa voce raccoglie le informazioni riguardanti il 1. Fußball-Club Köln 01/07  nelle competizioni ufficiali della stagione calcistica 2019-2020.

## Divise e sponsor
La scelta cromatica delle maglie era la stessa del Colonia maschile. Il main sponsor era REWE, mentre quello tecnico, fornitore delle tenute di gioco, era Uhlsport.
| Casa | Trasferta | Terza divisa |

## Rosa
Rosa, ruoli e numeri di maglia come da sito ufficiale, aggiornati al 6 agosto 2019
| N. |                       | Ruolo | Calciatrice      |
| -- | --------------------- | ----- | ---------------- |
| 1  | Germania (bandiera)   | P     | Pauline Nelles   |
| 2  | Germania (bandiera)   | D     | Francesca Calò   |
| 3  | Germania (bandiera)   | D     | Sabrina Horvat   |
| 4  | Germania (bandiera)   | A     | Nina Windmüller  |
| 5  | Germania (bandiera)   | D     | Anna Kirschbaum  |
| 6  | Germania (bandiera)   | C     | Madeline Gier    |
| 7  | Germania (bandiera)   | A     | Carolin Schraa   |
| 8  | Germania (bandiera)   | C     | Vanessa Zilligen |
| 9  | Slovacchia (bandiera) | C     | Lucia Ondrušová  |
| 10 | Germania (bandiera)   | A     | Isabelle Linden  |
| 11 | Germania (bandiera)   | A     | Eunice Beckmann  |
| 12 | Germania (bandiera)   | P     | Saskia Frensch   |

| N. |                          | Ruolo | Calciatrice     |
| -- | ------------------------ | ----- | --------------- |
| 13 | Germania (bandiera)      | A     | Karoline Kohr   |
| 16 | Corea del Sud (bandiera) | C     | Sim Seohui      |
| 17 | Giappone (bandiera)      | C     | Yuka Hirano     |
| 20 | Germania (bandiera)      | C     | Meike Meßmer    |
| 21 | Germania (bandiera)      | D     | Peggy Nietgen   |
| 22 | Irlanda (bandiera)       | A     | Amber Barrett   |
| 23 | Germania (bandiera)      | D     | Romina Frommont |
| 24 | Germania (bandiera)      | C     | Theresa Gosch   |
| 25 | Germania (bandiera)      | A     | Sonja Giraud    |
| 27 | Germania (bandiera)      | D     | Kristina Hild   |
| 31 | Svizzera (bandiera)      | D     | Rachel Rinast   |
| 32 | Svizzera (bandiera)      | P     | Elvira Herzog   |

## Calciomercato

### Sessione estiva
| Acquisti | Acquisti        | Acquisti         | Acquisti   |
| R.       | Nome            | da               | Modalità   |
| -------- | --------------- | ---------------- | ---------- |
| P        | Elvira Herzog   | Zurigo           | definitivo |
| D        | Francesca Calò  | Werder Brema     | definitivo |
| D        | Sabrina Horvat  | Werder Brema     | definitivo |
| D        | Rachel Rinast   | ASA Tel Aviv     | definitivo |
| C        | Madeline Gier   | Bayer Leverkusen | definitivo |
| C        | Lucia Ondrušová | Verona           | definitivo |
| A        | Amber Barrett   | Peamount United  | definitivo |
| A        | Eunice Beckmann | Madrid CFF       | definitivo |

| Cessioni | Cessioni             | Cessioni            | Cessioni                       |
| R.       | Nome                 | a                   | Modalità                       |
| -------- | -------------------- | ------------------- | ------------------------------ |
| P        | Claudia Hoffmann     | Borussia M'gladbach | definitivo                     |
| P        | Friederike Keppner   | Colonia II          | aggregata alla squadra riserve |
| P        | Anne-Kathrine Kremer | Bad Neuenahr        | definitivo                     |
| P        | Marie Wenzl          | Bad Neuenahr        | definitivo                     |
| D        | Hilda Djurberg       | Colonia II          | aggregata alla squadra riserve |
| C        | Alicia-Sophie Gudorf | UCF Knights         | definitivo                     |
| C        | Lara Hess            | Colonia II          | aggregata alla squadra riserve |
| C        | Esther Juretzka      | Colonia II          | aggregata alla squadra riserve |
| C        | Pia Knobloch         | Colonia II          | aggregata alla squadra riserve |
| C        | Rebecca Knorr        | Colonia II          | aggregata alla squadra riserve |
| C        | Isabelle Linden      | Colonia II          | aggregata alla squadra riserve |
| C        | Saskia Schreiner     | Colonia II          | aggregata alla squadra riserve |
| C        | Jasmin Steffens      | Colonia II          | aggregata alla squadra riserve |
| C        | Nina Windmüller      | Colonia II          | aggregata alla squadra riserve |
| C        | Vanessa Zilligen     | Colonia II          | aggregata alla squadra riserve |

## Risultati

### Frauen-Bundesliga

#### Girone di andata
| Arbitro: | Schwermer (Rieder) |

|                            |           |               |
| Beckmann 20’ Ondrušová 26’ | Marcatori | 47’ Zielinski |

| Arbitro: | Weigelt (Lipsia) |

|                                     |           |  |
| Waßmuth 1’, 36’ Billa 9’ Fühner 53’ | Marcatori |  |

| Arbitro: | Heimann (Gladbeck) |

|             |           |                       |
| Nietgen 21’ | Marcatori | 34’ Graf 89’ Weidauer |

| Arbitro: | Joos (Leinfelden-Echterdingen) |

|                                |           |                         |
| Julević 11’ Fudalla 71’ (rig.) | Marcatori | 34’ Beckmann 48’ Hirano |

| Arbitro: | Söder (Ingolstadt) |

|              |           |  |
| Aschauer 24’ | Marcatori |  |

| Arbitro: | Michel (Gau-Odernheim) |

|  |           |                                                        |
|  | Marcatori | 11’, 44’ Gunnarsdóttir 18’ Maritz 55’ Rolfö 63’ Harder |

| Arbitro: | Wildfeuer (Lubecca) |

|                           |           |                 |
| Anyomi 14’, 65’ Knaak 51’ | Marcatori | 35’ (rig.) Kohr |

| Arbitro: | Kunkel (Amburgo) |

|                          |           |                                     |
| Ondrušová 32’ Linden 63’ | Marcatori | 33’, 56’ Bühl 50’ Starke 82’ Lotzen |

| Arbitro: | Schwermer (Rieder) |

|                                                               |           |                     |
| Damnjanović 5’, 64’ Leupolz 16’, 68’ (rig.) Magull 40’ (rig.) | Marcatori | 10’ Kohr 25’ Horvat |

| Arbitro: | Biehl (Siesbach) |

|                                                        |           |                                    |
| Kohr 20’ Beckmann 34’ (rig.) Ondrušová 69’ Barrett 82’ | Marcatori | 61’ Zeller 81’ Nikolić 90’ Rudelić |

| Arbitro: | Söder (Ingolstadt) |

|                             |           |            |
| Brandenburg 41’ Schaber 48’ | Marcatori | 71’ Rinast |

#### Girone di ritorno
| Arbitro: | Westerhoff (Bochum) |

|               |           |             |
| Maksuti 90+2’ | Marcatori | 53’ Nietgen |

| Arbitro: | Derlin (Bad Schwartau) |

|  |           |              |
|  | Marcatori | 57’ Lattwein |

| Arbitro: | Schwermer (Rieder) |

|                                                         |           |  |
| Prašnikar 13’ Siems 24’ Ehegötz 30’ Elsig 48’ Agrež 66’ | Marcatori |  |

| Arbitro: | Heimann (Gladbeck) |

|            |           |  |
| Rinast 82’ | Marcatori |  |

| Arbitro: | Wildfeuer (Lubecca) |

|            |           |                                                       |
| Tietge 14’ | Marcatori | 58’ Reuteler 62’ (rig.) Freigang 65’ Dunst 73’ Nüsken |

| Arbitro: | Hussein (Bad Harzburg) |

|                                          |           |  |
| Harder 33’ (rig.), 78’ Huth 45’ Popp 65’ | Marcatori |  |

| Arbitro: | Appelmann (Alzey) |

|            |           |  |
| Rinast 90’ | Marcatori |  |

| Arbitro: | Wacker (Lehrensteinsfeld) |

|                                                                |           |            |
| Sanders 21’ Stegemann 51’ Bühl 61’ Kayikçi 68’ Mégroz 84’, 86’ | Marcatori | 12’ Linden |

| Arbitro: | Michel (Gau-Odernheim) |

|  |           |                                                       |
|  | Marcatori | 6’ Leupolz 11’ Damnjanović 24’ Wenninger 30’ Dallmann |

| Arbitro: | Wildfeuer (Lubecca) |

|                                  |           |                |
| Rudelić 17’, 21’ Calò 53’ (aut.) | Marcatori | 45+1’ Beckmann |

| Arbitro: | Westerhoff (Bochum) |

|             |           |  |
| Barrett 63’ | Marcatori |  |

### DFB-Pokal der Frauen
| Arbitro: | Weigelt (Lipsia) |

|             |           |                               |
| Steiner 46’ | Marcatori | 47’ Barrett 76’, 90+1’ Giraud |

| Arbitro: | Stolz (Pritzwalk) |

|            |           |                                    |
| Linden 90’ | Marcatori | 50’ Schüller 64’ Senß 90+1’ Anyomi |

## Statistiche

### Statistiche di squadra
| Competizione         | Punti | In casa | In casa | In casa | In casa | In casa | In casa | In trasferta | In trasferta | In trasferta | In trasferta | In trasferta | In trasferta | Totale | Totale | Totale | Totale | Totale | Totale | DR  |
| Competizione         | Punti | G       | V       | N       | P       | Gf      | Gs      | G            | V            | N            | P            | Gf           | Gs           | G      | V      | N      | P      | Gf     | Gs     | DR  |
| -------------------- | ----- | ------- | ------- | ------- | ------- | ------- | ------- | ------------ | ------------ | ------------ | ------------ | ------------ | ------------ | ------ | ------ | ------ | ------ | ------ | ------ | --- |
| Frauen-Bundesliga    | 17    | 11      | 5       | 0       | 6       | 13      | 24      | 11           | 0            | 2            | 9            | 9            | 36           | 22     | 5      | 2      | 15     | 22     | 60     | -38 |
| DFB-Pokal der Frauen | -     | 1       | 0       | 0       | 1       | 1       | 3       | 1            | 1            | 0            | 0            | 3            | 1            | 2      | 1      | 0      | 1      | 4      | 4      | 0   |
| Totale               | -     | 12      | 5       | 0       | 7       | 14      | 27      | 12           | 1            | 2            | 9            | 12           | 37           | 24     | 6      | 2      | 16     | 26     | 64     | -38 |

### Andamento in campionato
| Giornata  | 1 | 2 | 3 | 4  | 5 | 6  | 7  | 8  | 9  | 10 | 11 | 12 | 13 | 14 | 15 | 16 | 17 | 18 | 19 | 20 | 21 | 22 |
| --------- | - | - | - | -- | - | -- | -- | -- | -- | -- | -- | -- | -- | -- | -- | -- | -- | -- | -- | -- | -- | -- |
| Luogo     | C | T | C | T  | T | C  | T  | C  | T  | C  | T  | T  | C  | T  | C  | C  | T  | C  | T  | C  | T  | C  |
| Risultato | V | P | P | N  | P | P  | P  | P  | P  | V  | P  | N  | P  | P  | V  | P  | P  | V  | P  | P  | P  | V  |
| Posizione | 5 | 9 | 9 | 10 | 9 | 10 | 11 | 11 | 11 | 10 | 11 | 11 | 10 | 10 | 10 | 11 | 11 | 9  | 9  | 10 | 11 | 11 |

Legenda:

Luogo: C = Casa; T = Trasferta. Risultato: V = Vittoria; N = Pareggio; P = Sconfitta.

### Statistiche delle giocatrici
| Giocatore     | Frauen-Bundesliga | Frauen-Bundesliga | Frauen-Bundesliga | Frauen-Bundesliga | DFB-Pokal der Frauen | DFB-Pokal der Frauen | DFB-Pokal der Frauen | DFB-Pokal der Frauen | Totale   | Totale | Totale      | Totale     |
| Giocatore     | Presenze          | Reti              | Ammonizioni       | Espulsioni        | Presenze             | Reti                 | Ammonizioni          | Espulsioni           | Presenze | Reti   | Ammonizioni | Espulsioni |
| ------------- | ----------------- | ----------------- | ----------------- | ----------------- | -------------------- | -------------------- | -------------------- | -------------------- | -------- | ------ | ----------- | ---------- |
| A. Barrett    | 14                | 2                 | 0                 | 0                 | 1                    | 1                    | 0                    | 0                    | 15       | 3      | 0           | 0          |
| E. Beckmann   | 19                | 4                 | 5                 | 0                 | 1                    | 0                    | 1                    | 0                    | 20       | 4      | 6           | 0          |
| F. Calò       | 22                | 0                 | 0                 | 0                 | 1                    | 0                    | 0                    | 0                    | 23       | 0      | 0           | 0          |
| H. Djurberg   | -                 | -                 | -                 | -                 | -                    | -                    | -                    | -                    | -        | -      | -           | -          |
| S. Frensch    | -                 | -                 | -                 | -                 | -                    | -                    | -                    | -                    | -        | -      | -           | -          |
| R. Frommont   | 15                | 0                 | 0                 | 0                 | 1                    | 0                    | 0                    | 0                    | 16       | 0      | 0           | 0          |
| M. Gier       | 1                 | 0                 | 0                 | 0                 | 1                    | 0                    | 0                    | 0                    | 2        | 0      | 0           | 0          |
| S. Giraud     | 11                | 0                 | 0                 | 0                 | 2                    | 2                    | 0                    | 0                    | 13       | 2      | 0           | 0          |
| T. Gosch      | 15                | 0                 | 2                 | 0                 | 1                    | 0                    | 0                    | 0                    | 16       | 0      | 2           | 0          |
| A-S. Gudorf   | -                 | -                 | -                 | -                 | -                    | -                    | -                    | -                    | -        | -      | -           | -          |
| E. Herzog     | 18                | -48               | 3                 | 0                 | 0                    | 0                    | 0                    | 0                    | 18       | -48    | 3           | 0          |
| K. Hild       | 16                | 0                 | 2                 | 0                 | 1                    | 0                    | 0                    | 0                    | 17       | 0      | 2           | 0          |
| Y. Hirano     | 16                | 1                 | 0                 | 0                 | 1                    | 0                    | 0                    | 0                    | 17       | 1      | 0           | 0          |
| S. Horvat     | 19                | 1                 | 3                 | 1                 | 2                    | 0                    | 0                    | 0                    | 21       | 1      | 3           | 1          |
| K. Kohr       | 19                | 3                 | 5                 | 0                 | 2                    | 0                    | 0                    | 0                    | 21       | 3      | 5           | 0          |
| A. Kirschbaum | 3                 | 0                 | 0                 | 0                 | 1                    | 0                    | 0                    | 0                    | 4        | 0      | 0           | 0          |
| I. Linden     | 17                | 2                 | 0                 | 0                 | 2                    | 1                    | 0                    | 0                    | 19       | 3      | 0           | 0          |
| M. Meßmer     | 14                | 0                 | 0                 | 0                 | 1                    | 0                    | 0                    | 0                    | 15       | 0      | 0           | 0          |
| P. Nelles     | 4                 | -12               | 0                 | 0                 | 2                    | -4                   | 0                    | 0                    | 6        | -16    | 0           | 0          |
| P. Nietgen    | 19                | 2                 | 4                 | 0                 | 2                    | 0                    | 0                    | 0                    | 21       | 2      | 4           | 0          |
| L. Ondrušová  | 16                | 3                 | 3                 | 0                 | 1                    | 0                    | 0                    | 0                    | 17       | 3      | 3           | 0          |
| R. Rinast     | 20                | 3                 | 2                 | 0                 | 1                    | 0                    | 0                    | 0                    | 21       | 3      | 2           | 0          |
| C. Schraa     | 19                | 0                 | 2                 | 0                 | 2                    | 0                    | 0                    | 0                    | 21       | 0      | 2           | 0          |
| S. Seo-hui    | -                 | -                 | -                 | -                 | -                    | -                    | -                    | -                    | -        | -      | -           | -          |
| N. Windmüller | -                 | -                 | -                 | -                 | -                    | -                    | -                    | -                    | -        | -      | -           | -          |
| V. Zilligen   | 5                 | 0                 | 1                 | 0                 | 2                    | 0                    | 0                    | 0                    | 7        | 0      | 1           | 0          |